# Казес, Кловис
Кловис (Хлодвиг) Казес (фр. Clovis Cazes; 28 октября 1883, Ланпакс — 1918 или 1922, Сан-Себастьян, Страна Басков) — французский художник-символист.

## Биография
Родился в 1883 году городке Ланпакс в департаменте Жер (историческая область Гасконь) в семье бакалейщика Феликса Казеса. В возрасте 16 лет начал учиться живописи в мастерской местного художника и уже в 17 лет получил стипендию от департамента Жер, которая позволила ему поступить в Высшую школу изящных искусств Тулузы. Проучившись три года в Тулузе, получив рекомендации и стипендию, продолжил обучение в Высшей школе изящных искусств Парижа.
В 1906 году стал членом Общества французских художников. В 1909 году получил грант для образовательной поездки в Италию, а в 1913 году получил Римскую премию второй степени (первая премия в тот год не присуждалась).
В 1914 году, с началом Первой мировой войны, был мобилизован, но по состоянию здоровья не смог проходить действительную службу, после чего получил должность атташе французского консульства в испанском городе Валенсия. В Испании, как и во Франции, творчество Кловиса, которым он продолжил заниматься наряду с дипломатической деятельностью, пользовалось значительным успехом; он много путешествовал по стране. Скончался во время эпидемии испанки (испанского гриппа) в 1919 году в городе Сан-Себастьяне.

## Галерея

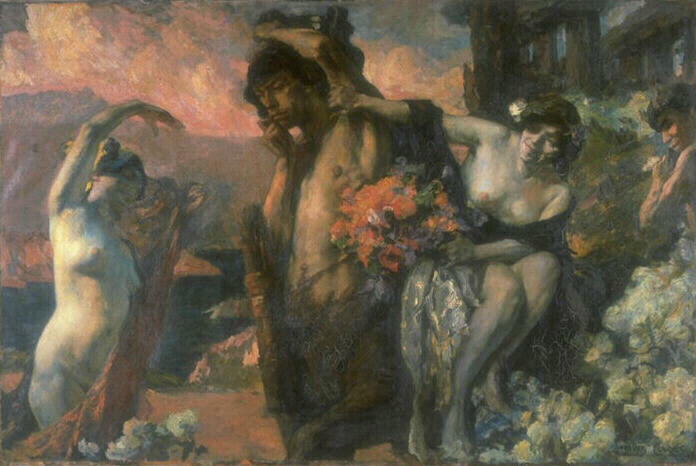
Античное шествие
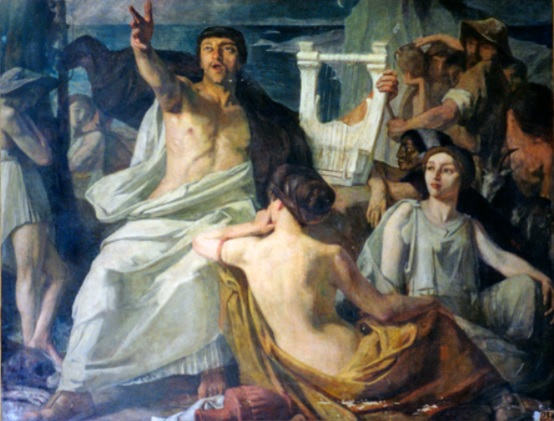
Рапсодия
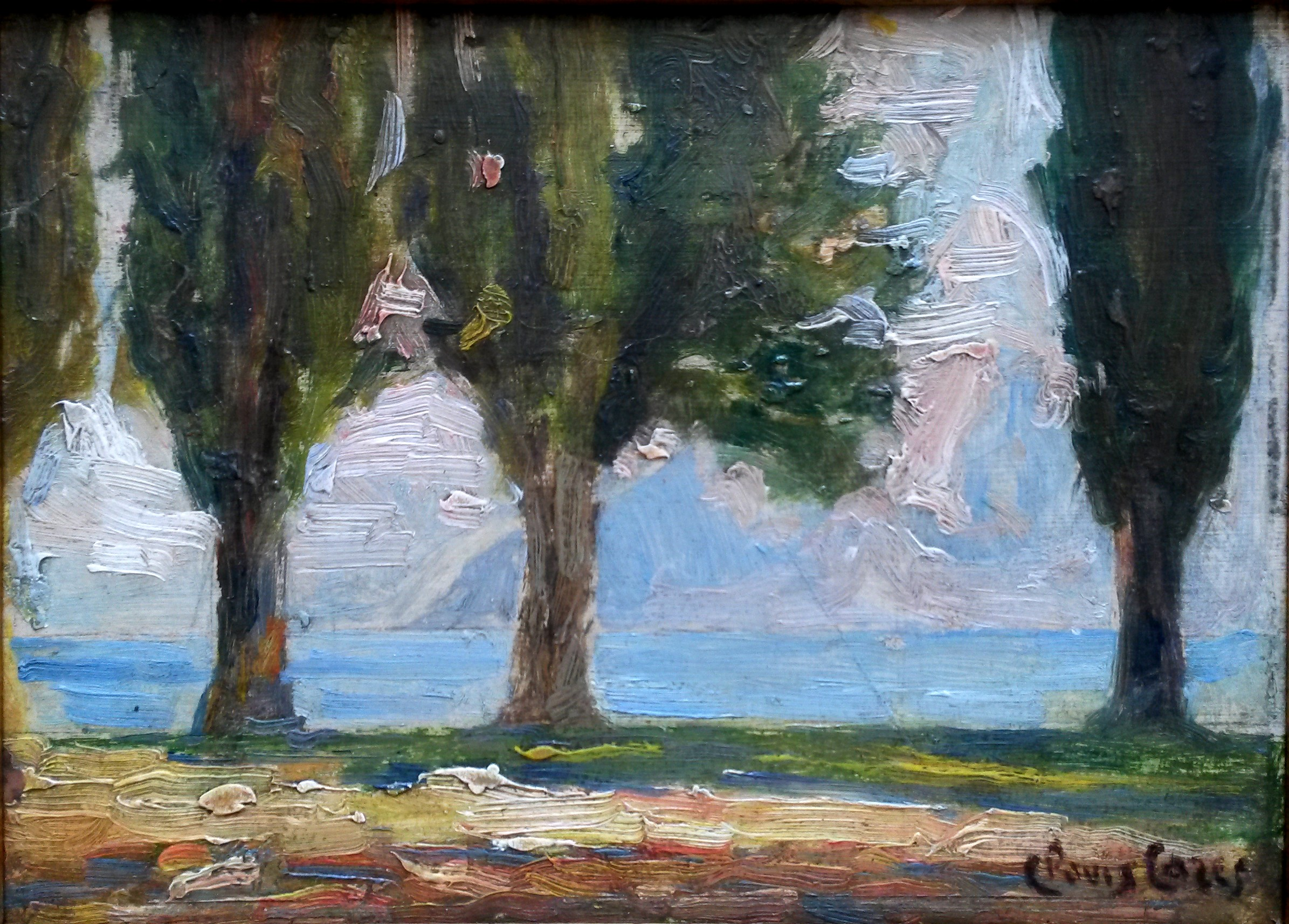
Кипарисы